# نميرة (كتاب)
نميرة (الفارسية: نامیرا؛ تعني الخالد) هي رواية باللغة الفارسية للكاتب صادق كرامير [الإنجليزية]. قصتها مستوحاة من معركة كربلاء. نشرت دار نشر نيستان الكتاب في إيران.

## المؤلف
صادق كرامير هو كاتب ومخرج سينمائي إيراني. وُلد عام 1959 في طهران، في إيران. وكان كراميار مسؤولًا عن المجلة الخاصة التي تسمى "اطلاعات الجبهة" (الفارسية: اطلاعات جبهه) في مناطق الحرب بين إيران والعراق من عام 1986 إلى عام 1988، ومن عام 1993 إلى عام 1996 كان مسؤولًا عن الصفحة الأدبية "براعم الفكر" (الفارسية: جوانه‌های اندیشه) من صحيفة اطلاعات ونائب رئيس تحرير مجلة الأفلام المسماة "الناس والسينما" (الفارسية: مردم و سینما) تابعة لمؤسسة الفارابي للسينما. كاراميار معروف في إيران بكتابة عدد من الروايات مثل "النميرة" (الفارسية: نامیرا) و "السهول المحترقة" (الفارسية: دشت‌های سوزان) بالإضافة إلى إخراج مسلسلات مثل "اليوم السابق" (الفارسية: یک روز قبل) و "مذكرات رجل لم يكتمل" (الفارسية: خاطرات یک مرد ناتمام) . حصل على شهادة فنية من الدرجة الأولى من وزارة الثقافة والإرشاد الإسلامي في إيران، وكتب العديد من الروايات والسيناريوهات وأخرج العديد من الأفلام والمسلسلات التلفزيونية. ومن بين أنشطة كرمیار الأخرى في المجال الثقافي الإدارة الأدبية والفنية عمله في منظمة بلدية طهران الثقافية والفنية لأكثر من خمس سنوات.

## السمة
إن جوهر قصة نميرة هو عملية انضمام رجل من قبيلة بني كلب يدعى عبد الله بن عمير أبو وهب إلى جيش الحسين بن علي في معركة كربلاء. الكتاب عبارة عن سرد بسيط يبدأ من وضع مدينة الكوفة ويصل إلى معركة كربلاء.
تتميز قصة النميرة بأسلوبها السلس وبلغة حديثة مما يخلق حميمية تجذب الجمهور. استخدم المؤلف ضمير الغائب المفرد أو الشخصية العليمية لسرد القصة.

## الجوائز
وقد حاز كتاب نميرة على التقدير ككتاب جدير بالتقدير في الدورة الثالثة لجوائز جلال آل أحمد الأدبية، والتي تُعتبر أكبر جائزة أدبية في إيران ماليًّا، في عام 2009. كما قُدم الكتاب باعتباره العمل المختار للمهرجان الرابع لـ "أفضل كتب الدين والبحث" (مهرجان الكتاب الإيراني).
وبحسب وكالة مهر للأنباء، بدأت الفترة الرابعة من حملة دراسة روشانا برواية نميرة التي كتبها صادق كرامير.
الكتاب نميرة اُختير أيضًا ككتاب جدير بالتقدير في جوائز كتاب العام الإيرانية الثامنة والعشرين في عام 2009.
نُشرَت مقتطفات من هذا الكتاب في شكل رسوم متحركة تسمى نميرة.
أُعيد طباعة كتاب نميرة 33 مرة حتى الآن.

## طالع أيضًا
- معركة كربلاء
- مقتل الحسين
- أبو مخنف
- تأملات حول حركة عاشوراء [الإنجليزية]
- الحياة الفكرية والسياسية لأئمة الشيعة

## روابط خارجية
- جزء من كتاب نمرة الذي اختاره المؤلف (باللغة الفارسية)
- مقطع: وصف عن ناميرا
- مقطع فيديو: مقابلة مع صادق كرامير وتقديم كتاب "نمرة" على قناة IRIB TV3